# Lambdia
Lambdia war eine antike Stadt in der römischen Provinz Mauretania Caesariensis.
Auf ihren Ruinen wurde im 10. Jahrhundert die heutige algerische Stadt Médéa erbaut.
Lambdia ist heute ein Titularbistum (siehe Titularbistum Lamdia).
Koordinaten: 36° 16′ N, 2° 45′ O